# Obereopsis rufescens
Obereopsis rufescens là một loài bọ cánh cứng trong họ Cerambycidae.